# Aphidoletes thompsoni
Aphidoletes thompsoni är en tvåvingeart som beskrevs av Edwin Möhn 1954. Aphidoletes thompsoni ingår i släktet Aphidoletes och familjen gallmyggor. Inga underarter finns listade i Catalogue of Life.